# دانشکده فنی دانشگاه آزاد اسلامی واحد تهران جنوب
دانشکده فنّی دانشگاه آزاد اسلامی واحد تهران جنوب از نظر تعداد دانشجو و وسعت بزرگ‌ترین دانشکده فنّی در سطح کشور می‌باشد. این دانشکده در مقطع کارشناسی به عنوان قوی‌ترین و بهترین دانشکده فنی مهندسی کشور، در بین دانشگاه‌های آزاد نیز انتخاب شده‌است.
از آنجایی که اساس فعالیّت دانشگاه آزاد اسلامی واحد تهران جنوب بر نیروهای متخّصص در رشته‌های فنّی و مهندسی استوار است، لذا دانشکده فنّی و مهندسی هم‌زمان با فعالیّت دانشگاه فعالیّت خود را آغاز کرد و در ۵ رشته در مقطع فوق دیپلم اقدام به پذیرش دانشجو نمود.
اکنون این دانشگاه بزرگ‌ترین دانشگاه فنّی و مهندسی از نظر وسعت و تعداد دانشجو در سطح کلّ کشور نیز می‌باشد.
دانشجویان این دانشکده در مقاطع کارشناسی ارشد، کارشناسی پیوسته، کارشناسی ناپیوسته و دکتری مشغول به تحصیل می‌باشند.
این دانشکده با هماهنگی معاونت آموزشی اقدام به برگزاری دوره‌های قراردادی با سازمان‌ها و ارگان‌ها نیز می‌نماید.
از دیگر امکانات این دانشکده می‌توان از مراکز تخصّصی نام برد که زیر نظر گروه‌های آموزشی فعالیّت می‌کنند و عبارت‌اند از: مرکز تخصّصی برق و الکترونیک و کامپیوتر، مکانیک عمومی و پایه که این مراکز در دروسی که احتیاج به آزمایشگاه و کارگاه دارند به دانشجویان رشته‌های فنّی و مهندسی سرویس می‌دهند. دانشکده فنّی و مهندسی شامل ۲۰ گروه آموزشی است. همچنین ۱۱ انجمن علمی دانشجویی در این دانشکده فعّالیّت می‌کنند.
ریاست این دانشکده در حال حاضر بر عهده قدرت الله محمدی است.
در سال ۱۳۸۲ دو رشته مهندسی نساجی - شیمی علوم الیاف و عمران -عمران نیز به رشته‌های تحصیلی این دانشکده اضافه شده‌اند. هم چنین این دانشکده از مهرماه سال ۱۳۸۱ در رشته کارشناسی معماری دانشجو پذیرفته‌است.
دانشکده تحصیلات تکمیلی واحد تهران جنوب نیز از نیمسال اوّل تحصیلی ۹۰-۸۹ به مکان فعلی دانشکده فنّی منتقل شده است.
رشته‌های مهندسی موجود در این دانشکده عبارت‌اند از:
- کارشناسی پیوسته مهندسی برق (قدرت)
- کارشناسی پیوسته مهندسی برق (کنترل)
- کارشناسی پیوسته مهندسی برق (مخابرات)
- کارشناسی ناپیوسته مهندسی برق (الکترونیک)
- کارشناسی ناپیوسته مهندسی برق (قدرت)
- کارشناسی ارشد ناپیوسته مهندسی برق (قدرت)
- کارشناسی ارشد ناپیوسته مهندسی برق (مخابرات)
- کارشناسی ارشد ناپیوسته مهندسی برق (کنترل)
- کارشناسی ارشد ناپیوسته مهندسی برق (الکترونیک)
- کارشناسی پیوسته مهندسی عمران (عمران)
- کارشناسی پیوسته مهندسی عمران (نقشه برداری)
- کارشناسی پیوسته مهندسی شهرسازی
- کارشناسی پیوسته  مهندسی معماری
- کارشناسی پیوسته مهندسی کامپیوتر (نرم‌افزار)
- کارشناسی پیوسته مهندسی کامپیوتر (سخت‌افزار)
- کارشناسی ناپیوسته مهندسی کامپیوتر (نرم‌افزار)
- کارشناسی ارشد ناپیوسته مهندسی کامپیوتر (نرم افزار)
- کارشناسی پیوسته مهندسی فنّاوری اطلاعات (IT)
- کارشناسی پیوسته مهندسی مکانیک (حرارت و سیّالات)
- کارشناسی ناپیوسته مهندسی مکانیک (حرارت و سیالات)
- کارشناسی ناپیوسته مهندسی مکانیک (طرّاحی جامدات)
- کارشناسی ارشد ناپیوسته مهندسی مکانیک (تبدیل انرژی)
- کارشناسی ارشد ناپیوسته مهندسی مکانیک (طرّاحی کاربردی)
- کارشناسی ارشد ناپیوسته مهندسی سیستم‌های انرژی (سیستم‌های انرژی)
- کارشناسی پیوسته مهندسی معدن (اکتشاف)
- کارشناسی پیوسته مهندسی معدن (استخراج)
- کارشناسی ناپیوسته مهندسی معدن (استخراج)
- کارشناسی ارشد ناپیوسته مهندسی معدن (اکتشاف)
- کارشناسی ارشد ناپیوسته مهندسی معدن (استخراج)
- کارشناسی پیوسته مهندسی پزشکی (بیوالکتریک)
- کارشناسی پیوسته مهندسی شیمی
- کارشناسی ارشد ناپیوسته مهندسی شیمی (طرّاحی فرآیند)
- کارشناسی ارشد ناپیوسته مهندسی شیمی (محیط زیست)
- کارشناسی ارشد ناپیوسته مهندسی شیمی (ترمودینامیک و سینتیک)
- کارشناسی ارشد ناپیوسته مهندسی مواد (شناسایی و انتخاب موادّ مهندسی)
- کارشناسی پیوسته مهندسی نفت (حفّاری و استخراج نفت)
- کارشناسی پیوسته مهندسی نسّاجی (شیمی نسّاجی و علوم الیاف)
- کارشناسی ارشد ناپیوسته مهندسی نسّاجی (شیمی نسّاجی و علوم الیاف)
- کارشناسی ارشد ناپیوسته مهندسی نسّاجی (تکنولوژی نسّاجی)
- کارشناسی ارشد ناپیوسته مهندسی پلیمر (صنایع پلیمر)
- کارشناسی ارشد ناپیوسته مهندسی رنگ (صنایع رنگ)
- کارشناسی پیوسته شیمی کاربردی
- کارشناسی پیوسته ریاضی کاربردی
- کارشناسی پیوسته تربیت بدنی و علوم ورزشی (مدیریّت ورزشی)
- کارشناسی پیوسته تربیت بدنی و علوم ورزشی (فیزیولوژی ورزشی)
- کارشناسی پیوسته تربیت بدنی و علوم ورزشی (بیومکانیک ورزشی)